# بلک ادم
بلک آدام (به انگلیسی: Black Adam) یک شخصیت خیالی در کتاب‌های کامیک آمریکایی منتشر شده توسط دی‌سی کامیکس است. این شخصیت توسط اتو بایندر و سی.سی. بک خلق شده‌است که برای اولین بار در نخستین جلد از مجموعه کمیک مارول فمیلی (دسامبر ۱۹۴۵) انتشارات فاست کامیکس حضور پیدا کرد. بلک ادم، در کنار دکتر سیوانا و مستر مایند، عموماً به عنوان دشمن دیرینهٔ شخصیت ابرقهرمان کاپیتان مارول / شزم و / خانواد مارول به‌شمار می‌رود.
بلک ادم در ابتدا به عنوان یک ابرشرور، و نیاکان کاپیتان مارول در مصر باستان، به تصویر کشیده شد که راه خود را به دنیای مدرن باز کرده و کاپیتان مارول و خانواده او را به چالش می‌کشید. با این حال از اوایل سدهٔ ۲۱ میلادی، بلک ادم توسط نویسندگان دی‌سی کامیکس شامل جری اوردوی، جف جانز و دیوید اس. گویر به عنوان یک ضدقهرمان فاسد، که در تلاش برای پاکسازی نام و شهرتش است، بازتعریف شد. نقش برجسته او در مجموعه کامیک‌های انجمن عدالت آمریکا، ابرشرورهای متحد، بحران نهایی و ۵۲ اهمیت این شخصیت را در دنیای دی‌سی افزایش داده‌است. در سال ۲۰۰۹، بلک ادم در لیست بزرگ‌ترین ابرشرورهای تاریخ کامیک بوک آی‌جی‌ان رتبه شانزدهم را بدست آورد.
دوئین جانسون نقش این شخصیت را در فیلم بلک ادم (۲۰۲۲)، اولین حضور این شخصیت در یک لایو اکشن، ایفا کرد. بلک ادم پیش‌تر در یک حضور تک‌جلوه دیجیتالی در شزم! (۲۰۱۹) وارد دنیای توسعه‌یافته دی‌سی شد. جانسون همچنین صداپیشگی این شخصیت را در انیمیشن ابر حیوانات لیگ دی‌سی (۲۰۲۲) برعهده داشت.

## تاریخچه انتشار

### فاست کامیکس
در دوران انتشار کامیک بوک‌های کاپیتان مارول توسط فاست کامیکس (ناشر اصلی کاپیتان مارول) بلک ادم تنها یک بار حضور پیدا کرد. در شماره اول مارول فمیلی، بلک ادم یک مصری به نام تث - ادم (به معنای انسان قدرتمند) است که شزم جادوگر قدرت‌های خود را به او اعطا کرده بود. این داستان در شماره هشتم شزم! توسط دی‌سی مجدداً چاپ شد. وقتی تث - ادم کلمه جادویی شزم را گفت به ادم مقتدر، با قدرت‌های فوق بشری مشابه کاپیتان مارول، تبدیل شد. اما ادم مقتدر به دلیل وسعت قدرت‌هایش به زودی فاسد شد. در اثر اولیه چاپ شده توسط فاست، شزم قدرت‌هایی که از خدایان یونانی - رومی نشئت گرفته را به آدام واگذار می‌کند، اما در چاپ‌های بعدی به خدایان مصری تغییر یافت.
آدام مقتدر تصمیم می‌گرد تا بر جهان حکومت کند بنابراین فرعون مصر را سرنگون کرده و می‌کشد و بر تخت سلطنت مصر می‌نشیند. شزم از این خیانت خشمگین شد و نام ادم مقتدر را به بلک آدام تغییر داد و چون نمی‌توانست قدرت‌هایی که به او اعطا کرده بود را بازپس بگیرد او را به دورترین ستاره در کیهان تبعید کرد.
بلک آدام ۵۰۰۰ سال بعد توانست زمین را پیدا کند. در سال ۱۹۴۵ او به زمین بازگشت اما در این زمان سه قهرمان دیگر جای او را گرفته بودند: کاپیتان مارول، کاپیتان مارول جونیور، مری مارول. قدرت وسیع ادم و هدف او برای تسلط بر زمین موجب می‌شود که خانواده مارول با شزم مشورت کنند. شزم به آن‌ها دربارهٔ بلک ادم توضیح می‌دهد. اما همین موقع بلک ادم، که آنها را تا مقر شزم تعقیب کرده بود، توانست دهان بیلی و فردی را ببندد تا مانع از گفتن کلمه شزم شوند. او آنها را به بند می‌کشد تا بعداً به قتل برساند. عمو مارول و مری به دنبال آنها می‌روند و مری با بلک ادم مبارزه و عمو مارول نیز آن دو را آزاد می‌کند و آن‌ها قادر می‌شوند با گفتن کلمه شزم دوباره به تجسم ابرقهرمانانه خود بازگردند.
بلک آدام با مری مارول و کاپیتان مارول و کاپیتان مارول جونیور می‌جنگد اما مبارزه آنها بدون نتیجه مشخصی ادامه میابد. عمو مارول با کمک گرفتن از شبح شزم بلک آدام را فریب می‌دهد تا کلمه جادویی شزم را بگوید. بلک آدام پس از گفتن شزم به ظاهر اولیه خود بازمی‌گردد و به علت کهنسالی شدید هزار ساله به اسکلت تبدیل می‌شود.
لباس بلک آدام تقریباً همان لباس کاپیتان مارول بود. با این تفاوت که در لباس بلک ادم به جای رنگ قرمز و طلایی، از سیاه و طلایی استفاده شده بود.

### دی‌سی کامیکس
پس از چند دهه شخصیت حق چاپ کامیک‌های کاپیتان مارول به دی‌سی کامیکس رسید. در سال ۱۹۷۲ نخستین سری کامیک بوک این شخصیت در دی‌سی کامیکس با عنوان شزم! منتشر شد. داستان پیشینه بلک بلک ادم در شماره پنجم این مجموعه مجدداً چاپ شد و منشأ قدرت‌های بلک ادم با خدایان مصری جایگزین گردید. اما نخستین حضور حقیقی این شخصیت در دی‌سی کامیکس و عصر نقره ای در شماره ۲۸ شزم! (۱۰ مارس ۱۹۷۷) رقم خورد. حضور بعدی این شخصیت در ۱۰ آوریل ۱۹۷۸ در شماره سی-۵۸ آل-نیو کالکترز ادیشن رخ داد. در این کامیک او باری دیگر با کاپیتان مارول و برای اولین بار با سوپرمن روبرو شد.
حضور او در کامیک‌های کاپیتان مارول ادامه یافت تا اینکه به عضویت انجمن هیولایی شیطان مستر مایند درآمد. آخرین حضور بلک آدام در دوران پیش از بحران شماره ۹ مجموعه بحران در زمین‌های نامحدود است که در آن با قهرمانانی از پنج زمین مختلف مبارزه کرد.

## زندگینامه ساختگی شخصیت
در حدود سال ۱۲۰۰ قبل از میلاد مسیح، شزم به عنوان یک کشیش بلند مرتبه برای فرعون مصر باستان رامسس دوم برگزیده شد. اما گذشت زمان این جادوگر را پیر و سالخورده کرد، بدین سبب او به دنبال قهرمانی شایسته می‌گشت تا وارث قدرت او شود. شاهزاده جوان تث ادم (پسر رامسس) جادوگر را با عدالت و شایستگی‌اش تحت تأثیر قرار داد. جادوگر به تث ادم قدرتی اعطا نمود که بواسطهٔ آن تبدیل به ادم توانا می‌گشت و با گفتن کلمه جادویی شزم، در ازای بدست آوردن قدرت‌های جادوگر، از برکت توانایی‌های ۶ ایزد مصر باستان بهرمند می‌شد: استقامت شو، سرعت و چابکی حرو (حوروس)، قدرت آمون، دانش و خرد زهوتی (تحوت)، نیروی آتون و شجاعت مهن.
اما قبل از اینکه شزم بتواند قدرت‌هایش را به تث ادم ببخشد، دختر شیطانی جادوگر، بِلِیز با ایزد ست معامله انجام داد و در روند اعطای قدرت به تث ادم دخالت کرد تا اورا فاسد کند. در ادامه ادم با استفاده از قدرتش فرعون را کشت و قدرت او را تصاحب کرد. جادوگر که از عمل ادم عصبانی شده بود، او را به سیاره‌ای دوردست تبعید کرد. اما بلک ادم بعد از ۵۰۰۰ سال توانست به زمین برگردد و تبدیل به یکی از دشمنان شزم شود.